# Goulven
Goulven è un comune francese di 471 abitanti situato nel dipartimento del Finistère nella regione della Bretagna.

## Galleria d'immagini

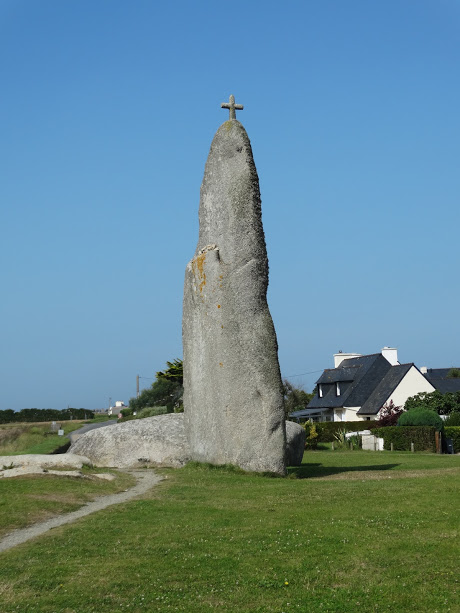
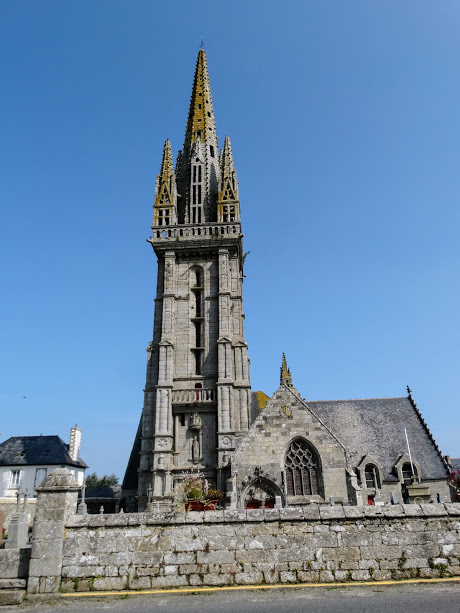
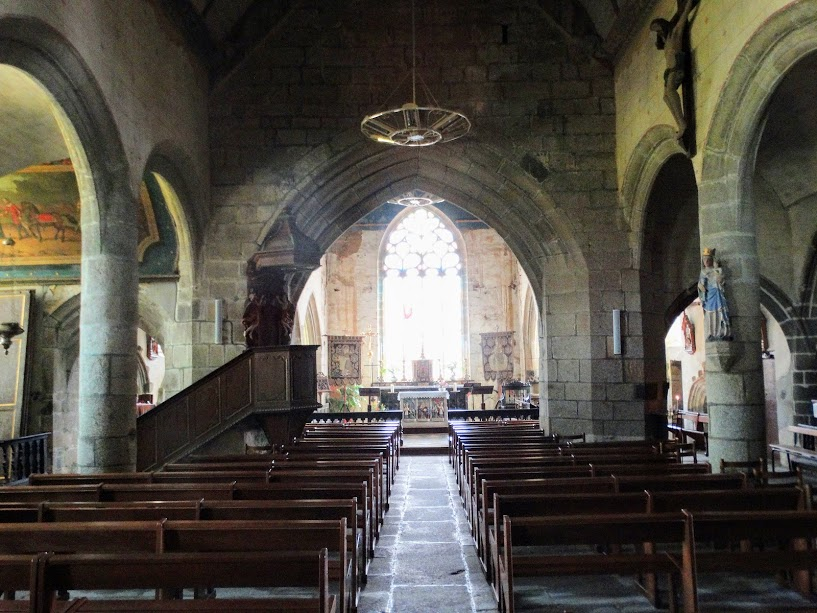
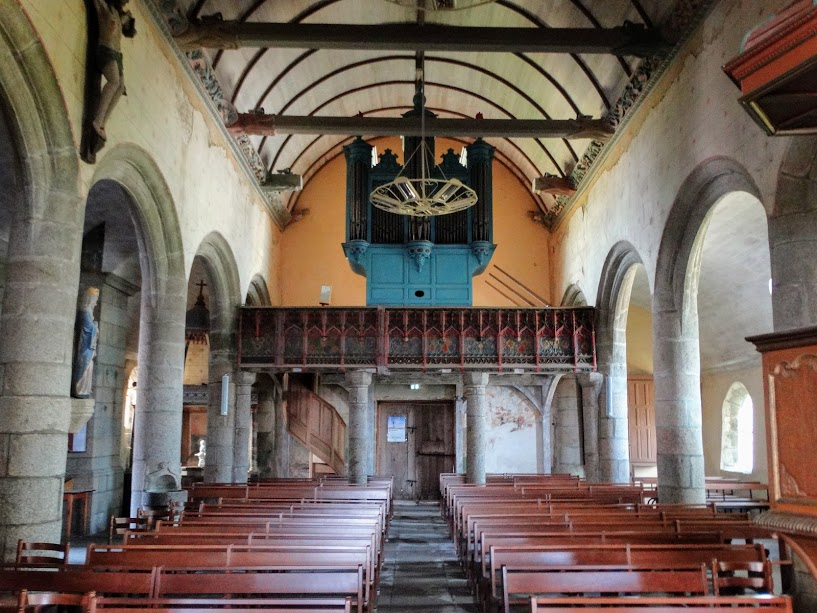
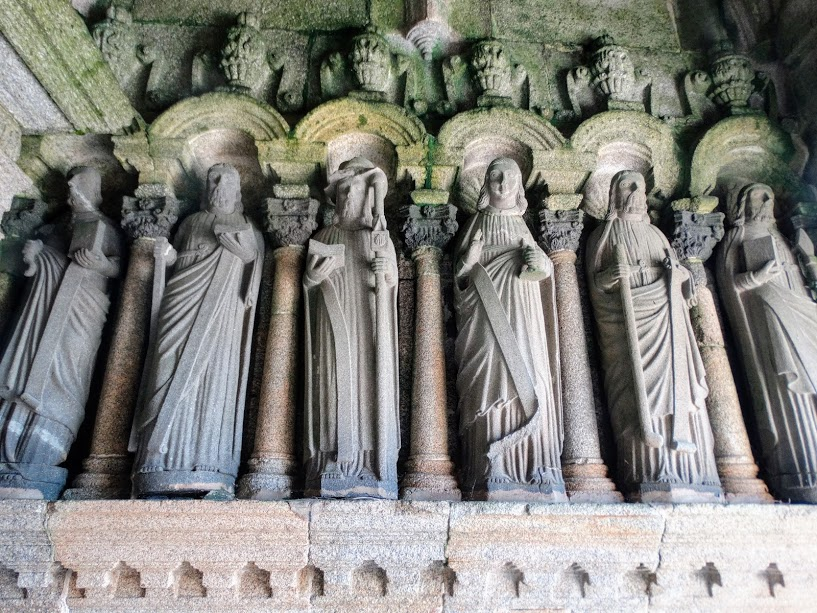

## Società

### Evoluzione demografica
Abitanti censiti